# هاني سلامة
هاني سلامة (مواليد 4 يوليو 1977)، ممثل مصري. تخرج من المعهد الحديث لعلوم الكمبيوتر، ودخل عالم التمثيل عن طريق الصدفة حين إكتشفه المخرج يوسف شاهين الذي أخرج له فيلمه الأول المصير عام 1997.

## عن حياته
درس في الكويت أثناء عمل والده الذي كان يعمل كمستشار إعلامي بالكويت، ثم انتقل إلى القاهرة بعدما التحق بالأكاديمية الحديثة لعلوم الحاسب في المعادي، وكان دخوله إلى عالم التمثيل عن طريق الصدفة عندما تقدم إلى شركة مصر للافلام العالمية وهي الشركة التي كان يملكها يوسف شاهين عندما أعلنت عن طلب وجوه جديدة وأجريت له عدة اختبارات أمام الكاميرا وتم ترشيحه لفيلم عرق البلح ولكنه لم يؤده.
وقدم مع عدد من المخرجين أولهم يوسف شاهين، وتلا ذلك طارق العريان وخالد يوسف وسعد هنداوي

### حياته الأسرية
تزوج من «بريهان الشريف» عام 2006 رزق منها بابنتين مريم ومليكة 

## أعماله

### في السينما
| سنة الإنتاج | الفيلم           | الشخصية      |
| ----------- | ---------------- | ------------ |
| 1997        | المصير           | عبدالله      |
| 1998        | كلها خطوة        |              |
| 1999        | الآخر            | آدم          |
| 2001        | العاصفة          | علي          |
| 2001        | اصحاب ولا بيزنس  | طارق السيوفي |
| 2001        | سكوت هنصور       | هاني         |
| 2002        | السلم والثعبان   | حازم         |
| 2003        | إزاي البنات تحبك | علي رمزي     |
| 2004        | حالة حب          | سيف          |
| 2005        | إنت عمرى         | يوسف القاضي  |
| 2005        | ويجا             | هاني         |
| 2006        | خيانة مشروعة     | هشام البحيري |
| 2007        | الأولة في الغرام | عمرو سيوفي   |
| 2008        | الريس عمر حرب    | خالد         |
| 2009        | السفاح           | مراد         |
| 2011        | واحد صحيح        | عبدالله      |
| 2018        | خبر عاجل         |              |
| 2019        | المدد            | أنتي هيرو    |

### في التلفزيون
| سنة الإنتاج | اسم المسلسل      | الشخصية          |
| ----------- | ---------------- | ---------------- |
| 2013        | الداعية          | الداعية          |
| 2016        | نصيبي وقسمتك ج1  | شخصيات متعددة    |
| 2017        | طاقة نور         | ليل عبد السلام   |
| 2018        | فوق السحاب       | ماندو            |
| 2019        | قمر هادي         | هادي أبو المكارم |
| 2021        | بين السما والأرض | حميد سراج الدين  |
| 2022        | ملف سري          | يحيي عز الدين    |

### في الإذاعة
| سنة الإنتاج | المسلسل      | الشخصية |
| ----------- | ------------ | ------- |
| 2010        | هارب على سفر |         |

### الرسوم المتحركة
| سنة الإنتاج | اسم العمل           | الشخصية |
| ----------- | ------------------- | ------- |
| 2013        | أمير ورحلة الأساطير | أحمس    |

## وصلات خارجية
- هاني سلامة على موقع IMDb (الإنجليزية)
- هاني سلامة على موقع الدهليز
- هاني سلامة على موقع قاعدة بيانات الأفلام العربية
- هاني سلامة على موقع ديسكوغز (الإنجليزية)
- هاني سلامة على موقع قاعدة بيانات الفيلم (الإنجليزية)